# エイリアン・アント・ファーム
エイリアン・アント・ファーム (Alien Ant Farm) は、アメリカ合衆国のロックバンド。カリフォルニア州リヴァーサイドで1996年に結成。マイケル・ジャクソンの楽曲「Smooth Criminal」のカバーにより、本国で一躍人気のバンドとなる。

## メンバー

### 現メンバー
- ドライデン・ミッチェルー (Dryden Mitchell) - リードボーカル、リズムギター、アコースティックギター (1996年–現在)
- テリー・コーソー （Terry Corso ）- リードギター、スライドギター、バッキングボーカル (1996年–2003年, 2008年–現在)
- ティム・ピュー (Tim Peugh) - ベースギター、バッキングボーカル (2014年–現在)
- マイク・コスグローヴー (Mike Cosgrove ) - ドラムス、パーカッション (1996年–現在)

### 旧メンバー
- ジョー・ヒル (Joe Hill) - ギター、バッキングボーカル (2004年–2008年, 2012年)
- アレックス・バレット (Alex Barreto) - ベースギター  (2006年-2008年)
- タイ・ザモーラー （Tye Zamora） - ベースギター、キーボード、ピアノ、カリンバ、パーカッション、バッキングボーカル (1996年-2006年,2008年-2014年)

## アルバム

### スタジオアルバム
| 1999                                       | Greatest Hits - 発売日: 1999年11月27日 - レーベル: Chick Music - フォーマット: CD                                                                    | —   | —  | —  | —  | —  | —  | —  | —  |                                                               |
| 2001                                       | Anthology - 発売日: 2001年3月6日 - レーベル: DreamWorks (0044-50293) - フォーマット: CD, CS, DL                                                      | 11  | 11 | 18 | 24 | 13 | 58 | 32 | 45 | - US: プラチナ - UK: ゴールド - CAN: プラチナ - AUS: ゴールド |
| 2003                                       | Truant - 発売日: 2003年8月19日 - レーベル: DreamWorks (0600445045842) - フォーマット: CD, CD+DVD-V, CS, DL                                           | 42  | 68 | —  | 26 | —  | —  | —  | 71 |                                                               |
| 2006                                       | Up in the Attic - 発売日: 2006年8月1日 - レーベル: New Door/UMe/El Tonal (B0006823) - フォーマット: CD, DL                                           | 114 | —  | —  | —  | —  | —  | —  | —  |                                                               |
| 2015                                       | Always and Forever - 発売日: 2015年2月24日 - レーベル: Executive Music Group/The End/Alternative Distribution Alliance (EMED1231) - フォーマット: CD | —   | —  | —  | —  | —  | —  | —  | —  |                                                               |
| "—" は未発売またはチャート圏外を意味する。 | |     |    |    |    |    |    |    |    |                                                               |